# Премія Ерни Гамбургер
Пре́мія Е́рни Га́мбургер (англ. Erna Hamburger Award) — наукова нагорода найвпливовішій жінці року у науці. Нагороду названо на вшанування пам'яті Ерни Гамбургер (1911—1988) швейцарської вченої в галузі електротехніки та електрометрії і відомого педагога, першої жінки, якій надали звання повного професора Федеральної політехнічної школи Лозанни (EPFL). Незабаром після її смерті було створено Фундацію жінок у науці та гуманітарній сфері при Федеральній політехнічній школі Лозанни (Швейцарія). Головною метою цього фонду стало просування та підтримка жінок у вищій освіті. Щороку премію Ерни Гамбургер присуджують «найвпливовішій жінці у науці» у поточному році.
| Рік  | Лауреати                   | Наукова галузь у STEM                                                      |
| ---- | -------------------------- | -------------------------------------------------------------------------- |
| 2006 | Джулія Хіггінс             | Британська інженер-хімік                                                   |
| 2007 | Крістіана Нюсляйн-Фольгард | Німецька вчена-біолог і нобелівська лауреатка (1995)                       |
| 2008 | Френсіс Аллен              | Американська вчена-інформатик, стипендіатка IBM                            |
| 2009 | Кадзуйо Седзіма            | Японська архітекторка, лауреатка Прітцкерівської премії (2010)             |
| 2010 | Ліза Рендалл               | Американська вчена-фізик                                                   |
| 2011 | Ада Йонат                  | Ізраїльська вчена-біолог та нобелівська лауреатка (2009)                   |
| 2012 | Фелісіті Паусс             | Австрійська вчена-фізик                                                    |
| 2013 | Джулія Кінг                | Британська інженер, член Палати лордів                                     |
| 2014 | Естер Дюфло                | Французька економістка                                                     |
| 2015 | Джилл Фаррант              | Південноафриканська вчена-фітолог                                          |
| 2016 | Мей-Бритт Мозер            | Норвезька психолог і нейробіолог, нобелівська лауреатка (2014)             |
| 2017 | Мері О'Кейн                | Австралійська вчена та інженер                                             |
| 2018 | Дженніфер Відом            | Американська вчена-інформатик                                              |
| 2019 | Антьє Боетьюс              | Німецька вчена в галузі морської біології і професор геомікробіології      |
| 2020 | Міхаль Ліпсон              | Американська вчена-фізик                                                   |
| 2021 | Сара Кетрін Гілберт        | Британська вчена-вакцинолог                                                |
| 2022 | Анн Лакатон                | Французька архітекторка і педагог, лауреатка Прітцкерівської премії (2021) |
| 2023 | Мішель Сіммонс             | Австралійська вчена-фізик                                                  |